# Clayman
| Críticas profissionais                                                      | Críticas profissionais |
| Avaliações da crítica                                                       | Avaliações da crítica  |
| Fonte                                                                       | Avaliação              |
| --------------------------------------------------------------------------- | ---------------------- |
| Allmusic                                                                    | [ 1 ]                  |
| Rock Hard                                                                   |                        |
| Esta tabela precisa de ser acompanhada por texto em prosa. Consulte o guia. |                        |

Clayman é o quinto álbum da banda sueca In Flames, lançado pela Nuclear Blast em 2000. Em 2020, a revista Metal Hammer o elegeu como um dos 20 melhores álbuns de metal de 2000.

## Faixas
1. "Bullet Ride" – 4:42
2. "Pinball Map" – 4:08
3. "Only for the Weak" – 4:55
4. "...As the Future Repeats Today" – 3:27
5. "Square Nothing" – 3:57
6. "Clayman" – 3:28
7. "Satellites and Astronauts" – 5:00
8. "Brush the Dust Away" – 3:17
9. "Swim" – 3:14
10. "Suburban Me (com Christopher Amott)" – 3:35
11. "Another Day in Quicksand" – 3:56

## Músicos
- Anders Fridén - vocal
- Jesper Strömblad - guitarra
- Björn Gelotte - guitarra
- Peter Iwers - baixo
- Daniel Svensson - bateria
- Charlie Storm - programação
- Fredrik Nordström - programação
- Christopher Amott (de Arch Enemy) - solo de guitarra em "Suburban Me"